# WISE 1617+1807
WISE 1617+1807 is een bruine dwerg met een spectraalklasse van T8. De ster bevindt zich 50,2 lichtjaar van de zon in het sterrenbeeld Hercules en heeft een schijnbare magnitude van +17,66.